# James L. Conway
James L. Conway (Nova Iorque, 27 de outubro de 1950) é um diretor estadunidense, conhecido principalmente por seu trabalho na franquia Star Trek: The Next Generation, e também pela direção de episódios das séries MacGyver, 90210, Charmed e The Magicians.

## Carreira
Conway iniciou sua carreira no ramo do cinema na década de 1970, trabalhando para a Sunn Classic Pictures, uma empresa de distribuição e produção independente em Utah. Embora a Sunn produzisse diversos tipos de filmes, a empresa se especializava em documentários que se valiam de pseudociência para respaldar suas alegações, às vezes absurdas, tais como In Search of Noah's Ark, Beyond and Back, In Search of Historic Jesus e The Lincoln Conspiracy, em que Conway trabalhou como diretor, produtor ou escritor. Como a empresa também atuava nos gêneros de terror e ficção científica, Conway teve a oportunidade de dirigir dois de seus filmes de maior êxito, Hangar 18, de 1980, e The Boogens, de 1981, este último com o terror baseado muito mais em suspense do que em sangue e violência, diferente, portanto, do padrão dos filmes do gênero que chegavam aos cinemas na época.
No começo da década de 1980, Conway foi para Hollywood, onde começou a trabalhar regularmente como diretor e produtor para a televisão. Ele dirigiu episódios de MacGyver, Charmed, Supernatural e 90210.

## Vida pessoal
Conway foi casado com a atriz Rebecca Balding, que conheceu enquanto fazia testes com diversas atrizes, para trabalhar em The Boogens, de 1981. A respeito de sua esposa, ele declarou: "Ela entrou para fazer o teste, nós conversamos, ela fez a leitura e saiu. Eu me virei para o produtor associado e comentei, 'eu poderia me casar com essa moça'. Na quarta-feira da primeira semana de gravações nós saímos. No sábado, ela me pediu em casamento. E quatro semanas mais tarde, ainda durante as filmagens, nos casamos". Permaneceram casados de 1981 até 2022, quando sua esposa veio a falecer.